# Fritz Gautier
Fritz Gautier (* 17. Januar 1950 in Norden, Ostfriesland; † 10. August 2017 in Köln) war ein deutscher Politiker (SPD).
Nachdem er 1968 sein Abitur in Emden machte, studierte Gautier Chemie an der Technischen Universität Braunschweig. Er erwarb den Titel des Diplom-Chemikers, promovierte 1977 und war anschließend wissenschaftlicher Mitarbeiter der Gesellschaft für Biotechnologische Forschung in Braunschweig. Gautier ist Mitglied der IG Chemie-Papier-Keramik und seit 2001 Mitglied des Vorstands der Ruhrgas AG. Er war stellvertretender Hauptgeschäftsführer des Verbandes kommunaler Unternehmen, Mitglied des Vorstands der Kölner Gas-, Elektrizitäts- und Wasserwerke, Vizepräsident der Vereinigung Deutscher Elektrizitätswerke sowie Mitglied des Präsidiums der Forschungsstelle für Energiewirtschaft der Gesellschaft für praktische Energiekunde und Präsident des europäischen Dachverbandes der öffentlichen kommunalen Energieversorgungsunternehmen, European Federation of Local Energy Companies (CEDEC).
In seiner Jugend gehörte Gautier der SJD „Die Falken“ an. 1973 wurde er Mitglied der SPD, wo er zeitweise im Bezirksvorstand Braunschweig und im Landesvorstand Niedersachsen tätig war. Von 1980 bis 1987 Mitglied des Europäischen Parlaments, danach bis 1994 des Deutschen Bundestages. Von 1989 bis 2000 war Gautier Beigeordneter der Stadt Köln.
Gautier wurde auf See bestattet.